# Zuidelijk weidegitje
Het zuidelijk weidegitje (Cheilosia ranunculi) is een vliegensoort uit de familie van de zweefvliegen (Syrphidae). De wetenschappelijke naam van de soort is voor het eerst geldig gepubliceerd in 2000 door Doczkal.